# Mémorial national des Justes
Le Mémorial des Justes est un monument situé sur le territoire de la commune de Thonon-les-Bains, dans le département de la Haute-Savoie pour rendre hommage aux Français ayant secouru des Juifs pendant la Seconde Guerre mondiale.

## Localisation
Le mémorial des Justes a été érigé à la lisière de la forêt de Ripaille, aux abords du Lac Léman. Une clairière a été aménagée pour abriter le monument inauguré le 2 novembre 1997 par Catherine Trautmann, porte-parole du gouvernement français, Jeanne Brousse juste parmi les nations, Joseph Sitruk grand rabbin de France, Monseigneur Gaston Poulain  président du Comité épiscopal pour les relations avec le judaïsme,

## Caractéristiques
La clairière des Justes est plantée de 70 arbres originaires des cinq continents. Ils représentent les 70 nations évoquées par la Bible. Au centre de la clairière le mémorial national des Justes a été érigé.
Ce monument est l'œuvre du sculpteur Nicholas Moscovitz. Réalisé en cuivre et en laiton, il est composé de plusieurs éléments : 
- trois silhouettes représentant les « Justes » ;
- les autres personnages symbolisent les générations sauvées par les « Justes » ;
- le cœur, siège des sentiments, symbolise, l'amour, le courage et de la générosité qui caractérisent les Justes ;
- la sphère encerclée d'un anneau symbolisent le monde et l'alliance des peuples[2].